# Anoplohydrus aemulans
Anoplohydrus aemulans is een slang uit de familie toornslangachtigen (Colubridae) en de onderfamilie waterslangen (Natricinae).

## Naam en indeling
De wetenschappelijke naam van de soort werd voor het eerst voorgesteld door Franz Werner in 1909. Het is de enige vertegenwoordiger van het monotypische geslacht Anoplohydrus.

## Uiterlijke kenmerken
De slang heeft een rond en dik lichaam en een korte kop. De ogen zijn klein en hebben een ronde pupil. Het is een relatief kleine soort; de totale lichaamslengte bedraagt maximaal 43 centimeter inclusief de korte staart. Op de rug zijn negentien rijen gladde schubben in de lengte aanwezig, een de buikzijde 159 buikschubben en aan de onderzijde van de staart zijn 35 subcaudaalschubben gelegen. De lichaamskleur is donker en zwartbruin met een iriserende glans. Op de rug zijn lichtere gepaarde vlekken aanwezig die lijken op een dwarsbandering.

## Verspreiding en habitat
De soort komt delen van Azië en leeft endemisch in Indonesië en alleen op het eiland Sumatra. De habitat bestaat uit tropische en subtropische moerassen.

## Beschermingsstatus
Door de internationale natuurbeschermingsorganisatie IUCN is de beschermingsstatus 'onzeker' toegewezen (Data Deficient of DD).